# Rakov Dol
Rakov Dol (cirill betűkkel Раков Дол) egy falu Szerbiában, a Piroti körzetben, a Babušnicai községben.

## Népesség
- 1948-ban 591 lakosa volt.
- 1953-ban 618 lakosa volt.
- 1961-ben 498 lakosa volt.
- 1971-ben 444 lakosa volt.
- 1981-ben 257 lakosa volt.
- 1991-ben 128 lakosa volt
- 2002-ben 18 lakosa volt,[1] akik közül 17 szerb (94,44%) és 1 ismeretlen.[2]